# Synclavier
A synclavier (magyarosan szinklavier[forrás?]) a zenei számítógép elnevezése.

## Híres szinklavierművészek
- Frank Zappa (1940–1993) amerikai rockgitáros, dalszerző. Először az 1984-es Francesco Zappa című lemezén használta a hangszert, majd a synclavier felbukkant még a Thing-fish (1984), a Meets the Mothers of Prevention (1985) és a Jazz from Hell (1986) című Zappa-albumokon is.
- A Depeche Mode a 3. nagylemezétől (Construction time again, 1983), több albumán is használta.

## Galéria

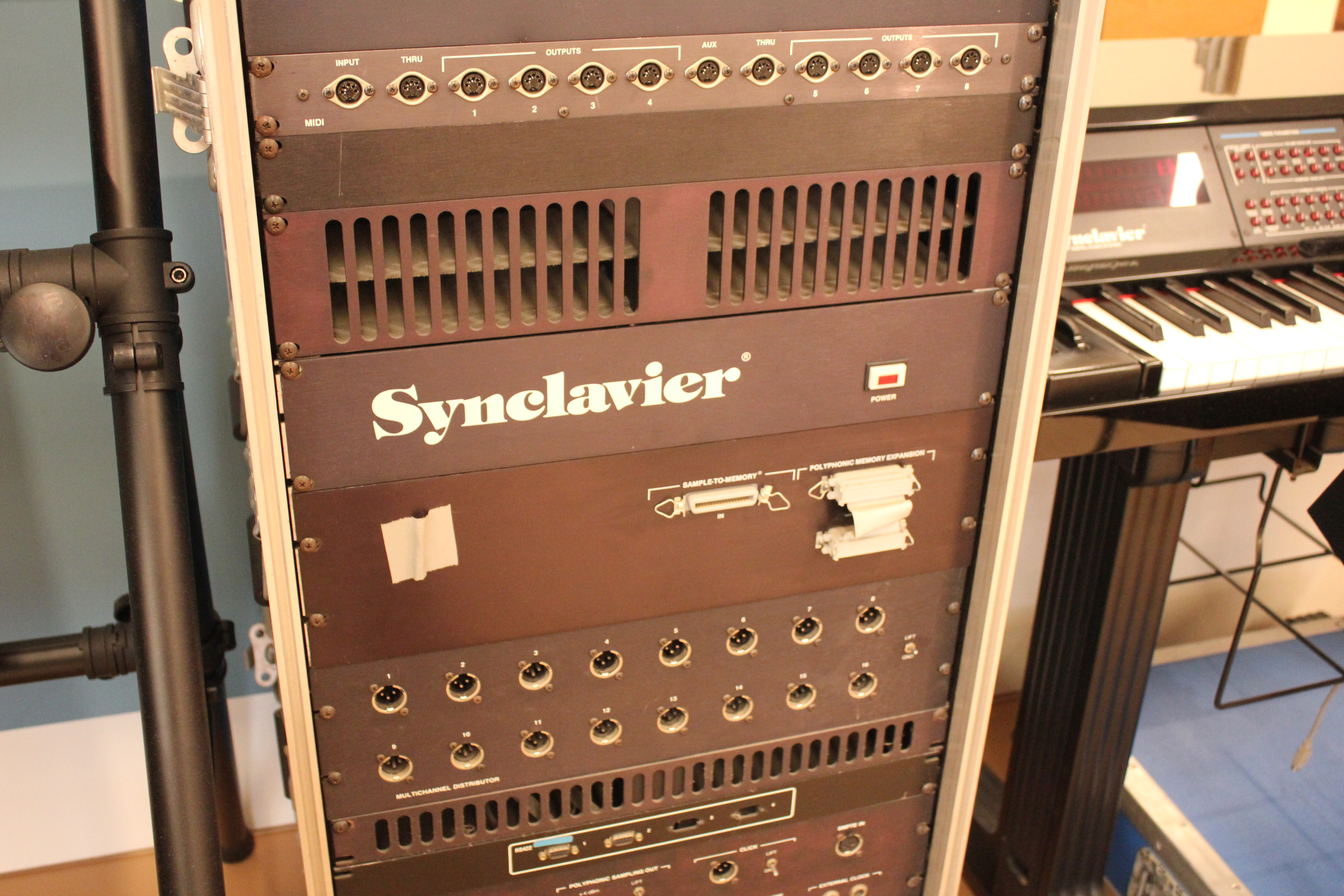
Hangfal
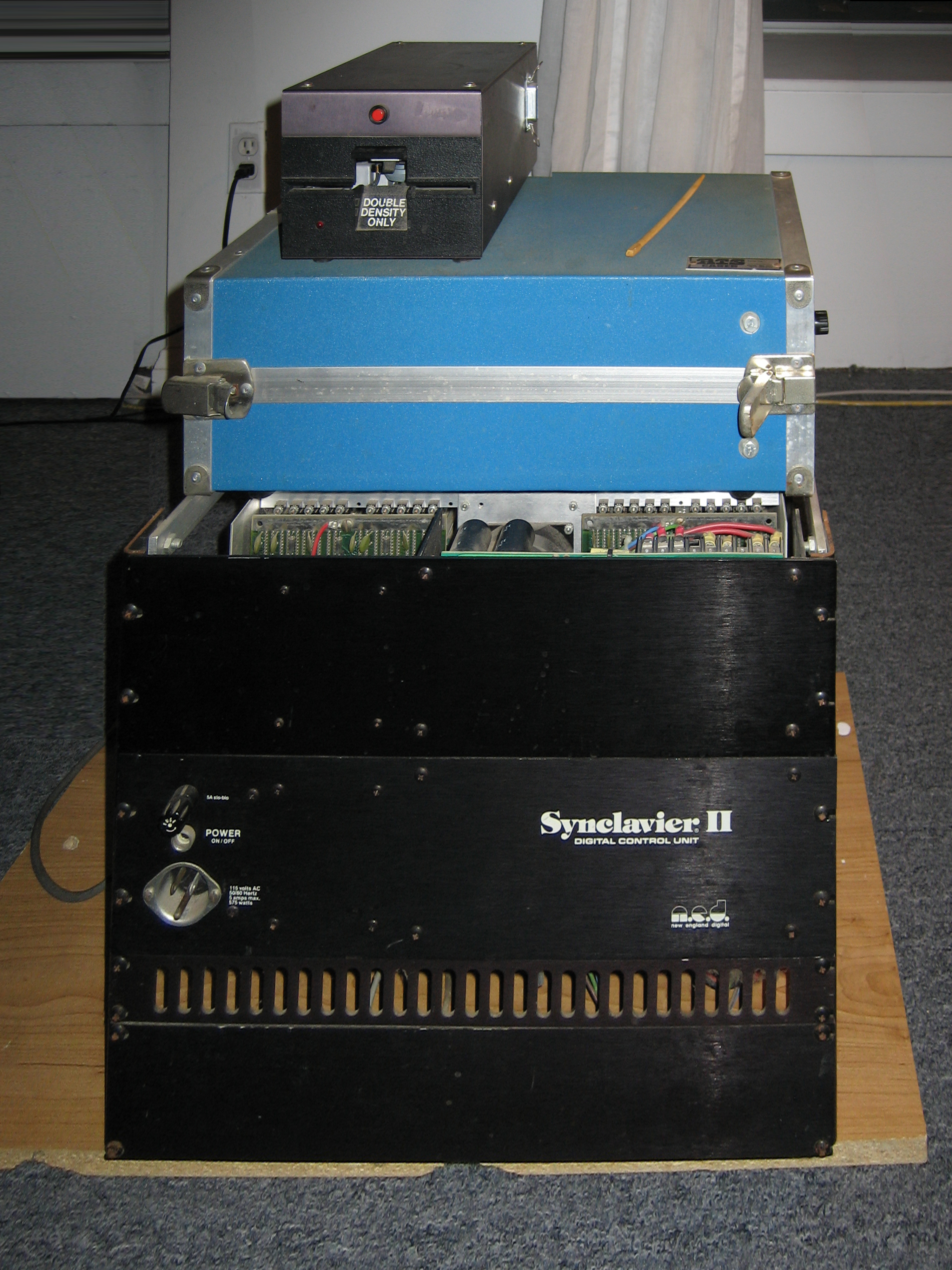
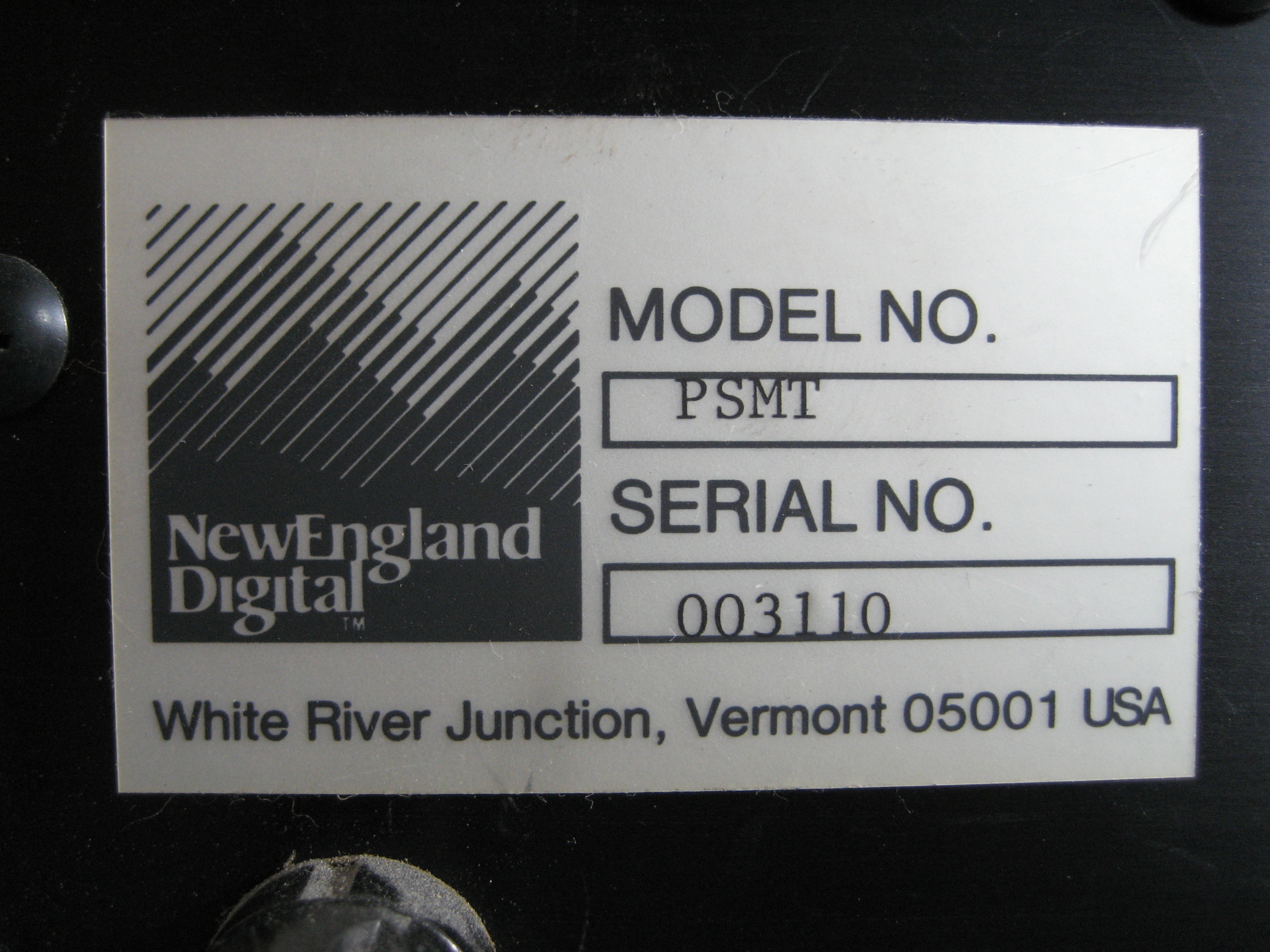
Egy szinklavier címkéje
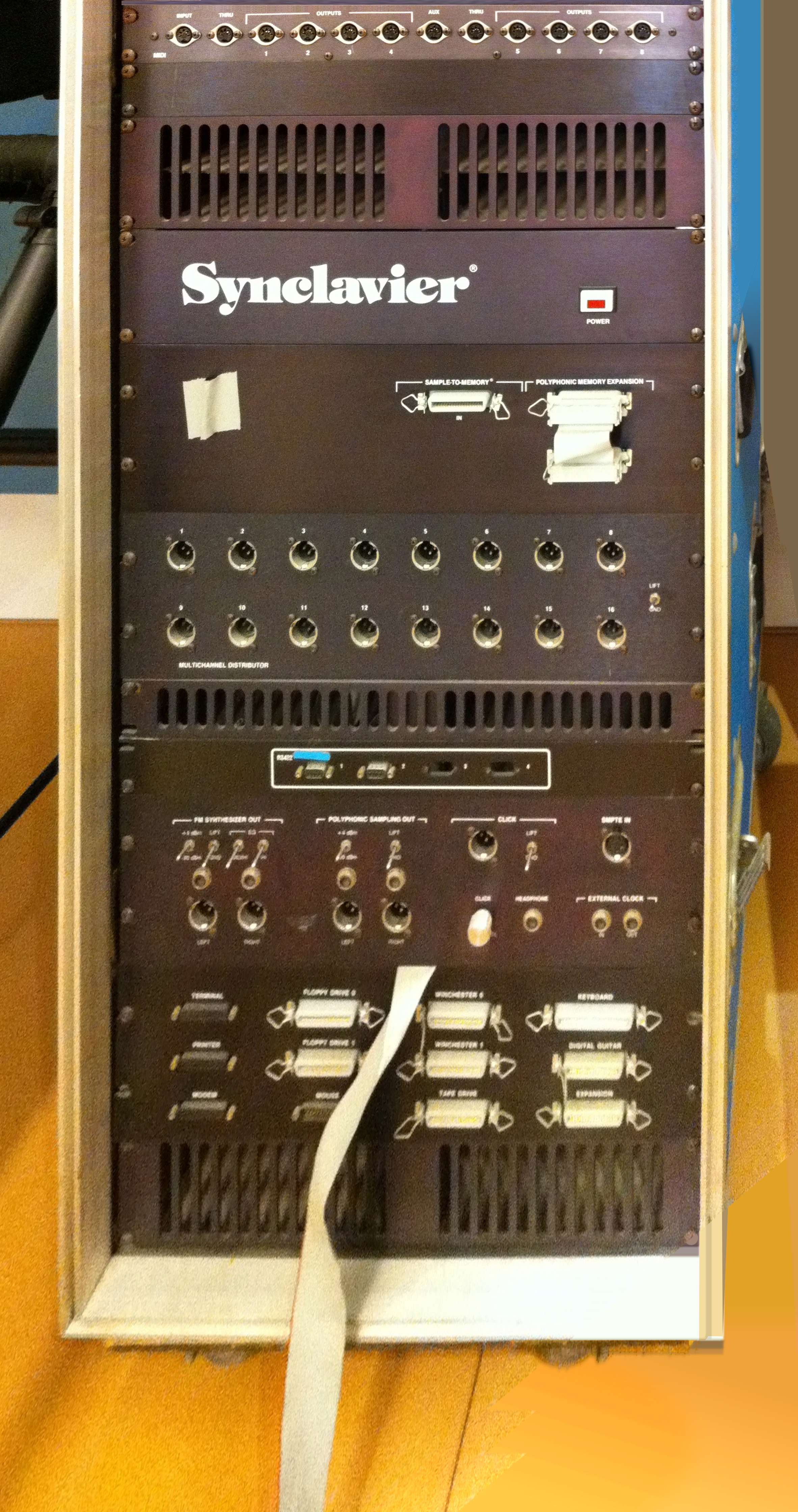
Gombok a szinklavieren
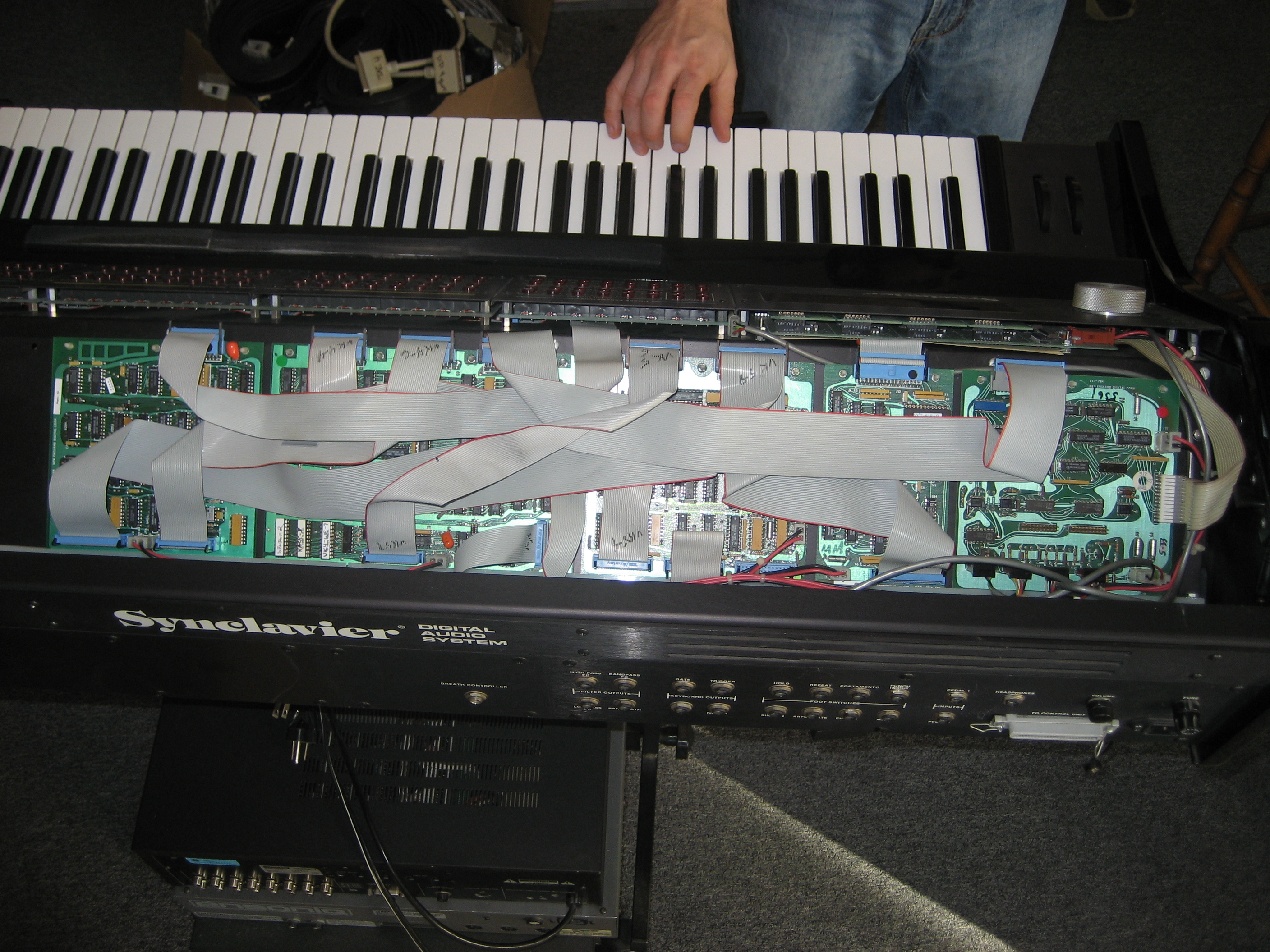
Billentyűzet
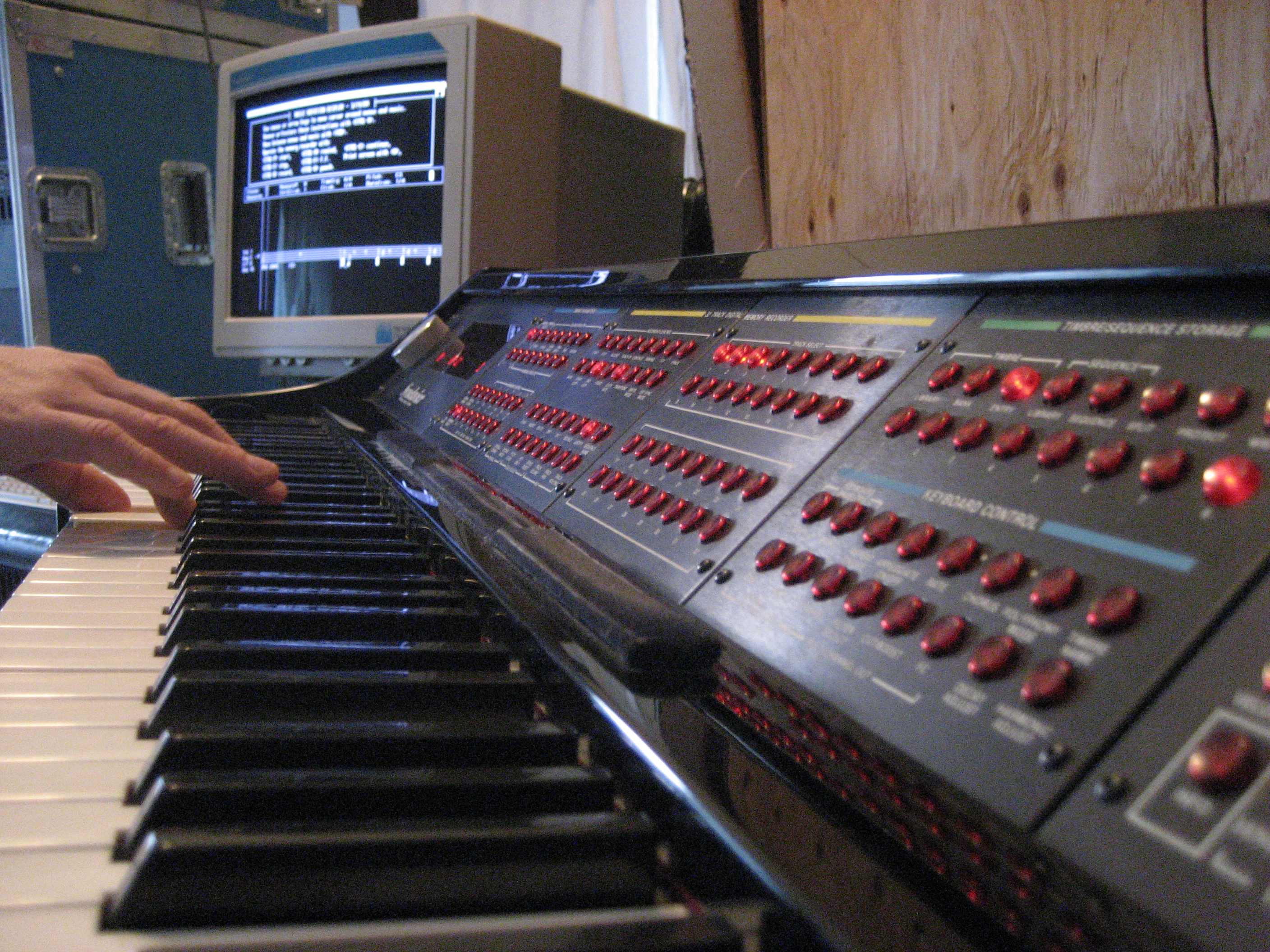
Gombok és billentyűzet